# Хигаши-ку
Хигаши-ку (јап. 東区) Higashi-ku је градска четврт града Кумамото, Јапан. Име ове четврти буквално значи "источна четврт" и граничи се са четвртима Кита-ку, Чуо-ку, Минами-ку, као и варошима Машики, Кикујо и Кашима. По попису из 2012. године у четврти је живело 188.546 становника на површини од 50,32 км².